# RTL Living
RTL Living es un canal de televisión privado de Croacia, perteneciente a Central European Media Enterprises (CME). Emite, principalmente, producciones extranjeras, con programas sobre estilo de vida, viajes y gastronomía, así como telerrealidad. También emite programas ya emitidos en RTL.

## Historia
El canal RTL Plus se dividió en tres canales: RTL Living, RTL Passion y RTL Crime. Los tres canales iniciaron sus emisiones el 12 de marzo de 2015.
El 12 de noviembre de 2019, como parte de la transición nacional a DVB-T2, el canal, junto con sus canales hermanos RTL, RTL 2, RTL Kockica, RTL Passion y RTL Crime; empezó a emitir en HD.
El 24 de febrero de 2020, el canal adoptó su actual imagen corporativa.

## Programación
- RTL Danas
- RTL Direkt
- Brak na prvu
- Dvornikovi
- Gastro lutalica
- Love Island
- Brooklyn Nine-Nine
- Top Gear
- Dos hombres y medio
- Casa de empeños
- La casa de mis sueños
- Gilmore Girls